# 净瓶山大桥
净瓶山大桥横跨漓江，位于广西桂林市区内东南部，修建于八十年代，全长294米，西与环城南二路、东与环城南一路相接，连接了城南与城东，以桥西北1公里处的净瓶山命名。

## 修建经历
由于桂林市区被漓江分为两部分，随着改革开放，桂林市区发展迅速。八十年代，整个桂林人口增长加快，在桂林南部，人口越发密集，由于市区内漓江南段没有大桥连接东西两部分，交通实为不便。为了解决这个问题，市政府召开了人大会议讨论这个问题，马上凑建工作正式展开。
该桥由上海市政工程设计院设计，采用五孔变高度预应力箱形连续梁桥型。铁道部大桥局二处施工，1980年9月29日动工，1983年5月竣工，于同年11月17日验收通车。投资870万元。

## 修建后
修建后的净瓶山大桥连通了瓦窑和七星区，使得桂林市区南部的交通得到了平衡。